# Eutettix quadripunctatus
Eutettix quadripunctatus är en insektsart som beskrevs av Melichar 1904. Eutettix quadripunctatus ingår i släktet Eutettix och familjen dvärgstritar. Inga underarter finns listade i Catalogue of Life.